# Liste der olympischen Medaillengewinner aus Portugal
Das Comité Olímpico de Portugal wurde 1909 vom Internationalen Olympischen Komitee aufgenommen.

## Medaillenbilanz
Bislang konnten 42 Sportler aus Portugal allein oder im Team 32 olympische Medaillen erringen (6 × Gold, 11 × Silber und 15 × Bronze).
| Portugal bei den Olympischen Sommerspielen                                        | Portugal bei den Olympischen Sommerspielen | Portugal bei den Olympischen Sommerspielen | Portugal bei den Olympischen Sommerspielen | Portugal bei den Olympischen Sommerspielen | Portugal bei den Olympischen Sommerspielen |      | Portugal bei den Olympischen Winterspielen | Portugal bei den Olympischen Winterspielen | Portugal bei den Olympischen Winterspielen | Portugal bei den Olympischen Winterspielen | Portugal bei den Olympischen Winterspielen | Portugal bei den Olympischen Winterspielen |
| Jahr                                                                              | Gold                                       | Silber                                     | Bronze                                     | Gesamt                                     | Rang                                       | Jahr | Gold                                       | Silber                                     | Bronze                                     | Gesamt                                     | Rang                                       |                                            |
| 1912                                                                              | 0                                          | 0                                          | 0                                          | 0                                          |                                            |      |                                            |                                            |                                            |                                            |                                            |                                            |
| 1920                                                                              | 0                                          | 0                                          | 0                                          | 0                                          |                                            |      |                                            |                                            |                                            |                                            |                                            |                                            |
| 1924                                                                              | 0                                          | 0                                          | 1                                          | 1                                          | 23                                         |      | 1924                                       | –                                          | –                                          | –                                          | –                                          | –                                          |
| 1928                                                                              | 0                                          | 0                                          | 1                                          | 1                                          | 32                                         |      | 1928                                       | –                                          | –                                          | –                                          | –                                          | –                                          |
| 1932                                                                              | 0                                          | 0                                          | 0                                          | 0                                          |                                            |      | 1932                                       | –                                          | –                                          | –                                          | –                                          | –                                          |
| 1936                                                                              | 0                                          | 0                                          | 1                                          | 1                                          | 30                                         |      | 1936                                       | –                                          | –                                          | –                                          | –                                          | –                                          |
| 1948                                                                              | 0                                          | 1                                          | 1                                          | 2                                          | 26                                         |      | 1948                                       | –                                          | –                                          | –                                          | –                                          | –                                          |
| 1952                                                                              | 0                                          | 0                                          | 1                                          | 1                                          | 40                                         |      | 1952                                       | 0                                          | 0                                          | 0                                          | 0                                          |                                            |
| 1956                                                                              | 0                                          | 0                                          | 0                                          | 0                                          |                                            |      | 1956                                       | –                                          | –                                          | –                                          | –                                          | –                                          |
| 1960                                                                              | 0                                          | 1                                          | 0                                          | 1                                          | 32                                         |      | 1960                                       | –                                          | –                                          | –                                          | –                                          | –                                          |
| 1964                                                                              | 0                                          | 0                                          | 0                                          | 0                                          |                                            |      | 1964                                       | –                                          | –                                          | –                                          | –                                          | –                                          |
| 1968                                                                              | 0                                          | 0                                          | 0                                          | 0                                          |                                            |      | 1968                                       | –                                          | –                                          | –                                          | –                                          | –                                          |
| 1972                                                                              | 0                                          | 0                                          | 0                                          | 0                                          |                                            |      | 1972                                       | –                                          | –                                          | –                                          | –                                          | –                                          |
| 1976                                                                              | 0                                          | 2                                          | 0                                          | 2                                          | 30                                         |      | 1976                                       | –                                          | –                                          | –                                          | –                                          | –                                          |
| 1980                                                                              | 0                                          | 0                                          | 0                                          | 0                                          |                                            |      | 1980                                       | –                                          | –                                          | –                                          | –                                          | –                                          |
| 1984                                                                              | 1                                          | 0                                          | 2                                          | 3                                          | 23                                         |      | 1984                                       | –                                          | –                                          | –                                          | –                                          | –                                          |
| 1988                                                                              | 1                                          | 0                                          | 0                                          | 1                                          | 29                                         |      | 1988                                       | 0                                          | 0                                          | 0                                          | 0                                          |                                            |
| 1992                                                                              | 0                                          | 0                                          | 0                                          | 0                                          |                                            |      | 1992                                       | –                                          | –                                          | –                                          | –                                          | –                                          |
| 1996                                                                              | 1                                          | 0                                          | 1                                          | 2                                          | 47                                         |      | 1994                                       | 0                                          | 0                                          | 0                                          | 0                                          |                                            |
| 2000                                                                              | 0                                          | 0                                          | 2                                          | 2                                          | 68                                         |      | 1998                                       | 0                                          | 0                                          | 0                                          | 0                                          |                                            |
| 2004                                                                              | 0                                          | 2                                          | 1                                          | 3                                          | 60                                         |      | 2002                                       | –                                          | –                                          | –                                          | –                                          | –                                          |
| 2008                                                                              | 1                                          | 1                                          | 0                                          | 2                                          | 46                                         |      | 2006                                       | 0                                          | 0                                          | 0                                          | 0                                          |                                            |
| 2012                                                                              | 0                                          | 1                                          | 0                                          | 1                                          | 69                                         |      | 2010                                       | 0                                          | 0                                          | 0                                          | 0                                          |                                            |
| 2016                                                                              | 0                                          | 0                                          | 1                                          | 1                                          | 78                                         |      | 2014                                       | 0                                          | 0                                          | 0                                          | 0                                          |                                            |
| 2020                                                                              | 1                                          | 1                                          | 2                                          | 4                                          | 56                                         |      | 2018                                       | 0                                          | 0                                          | 0                                          | 0                                          |                                            |
| 2024                                                                              | 1                                          | 2                                          | 1                                          | 4                                          | 50                                         |      | 2022                                       | 0                                          | 0                                          | 0                                          | 0                                          |                                            |
| Gesamt                                                                            | 6                                          | 11                                         | 15                                         | 32                                         |                                            |      | Gesamt                                     | 0                                          | 0                                          | 0                                          | 0                                          |                                            |
| \| \| Gold \| Silber \| Bronze \| Gesamt \| \| Ges. S+W \| 6 \| 11 \| 15 \| 32 \| |                                            |                                            |                                            |                                            |                                            |      |                                            |                                            |                                            |                                            |                                            |                                            |
|                                                                                   | Gold                                       | Silber                                     | Bronze                                     | Gesamt                                     |                                            |      |                                            |                                            |                                            |                                            |                                            |                                            |
| Ges. S+W                                                                          | 6                                          | 11                                         | 15                                         | 32                                         |                                            |      |                                            |                                            |                                            |                                            |                                            |                                            |

## Medaillengewinner
- Francisco de Andrade – Segeln (0-0-1)
Helsinki 1952: Bronze, Star
- Nuno Barreto – Segeln (0-0-1)
Atlanta 1996: Bronze, 470er-Klasse, Männer
- Duarte Manuel Bello – Segeln (0-1-0)
London 1948: Silber, Swallow
- Fernando Bello – Segeln (0-1-0)
London 1948: Silber, Swallow
- José Beltrão – Reiten (0-0-1)
Berlin 1936: Bronze, Jagdspringen Mannschaft
- Aníbal d’Almeida – Reiten (0-0-1)
Paris 1924: Bronze, Jagdspringen Mannschaft
- Henrique da Silveira – Fechten (0-0-1)
Amsterdam 1928: Bronze, Degen Mannschaft, Männer
- Paulo d’Eça Leal – Fechten (0-0-1)
Amsterdam 1928: Bronze, Degen Mannschaft, Männer
- Nuno Delgado – Judo (0-0-1)
Sydney 2000: Bronze, Halbmittelgewicht (- 81 kg), Männer
- Mário de Noronha – Fechten (0-0-1)
Amsterdam 1928: Bronze, Degen Mannschaft, Männer
- Jorge de Paiva – Fechten (0-0-1)
Amsterdam 1928: Bronze, Degen Mannschaft, Männer
- Domingos de Sousa Coutinho – Reiten (0-0-1)
Berlin 1936: Bronze, Jagdspringen Mannschaft
- Hélder de Souza – Reiten (0-0-1)
Paris 1924: Bronze, Jagdspringen Mannschaft
- Nélson Évora – Leichtathletik (1-0-0)
Peking 2008: Gold, Dreisprung, Männer
- Vanessa Fernandes – Triathlon (0-1-0)
Peking 2008: Silber, Triathlon, Frauen
- Joaquim Fiúza – Segeln (0-0-1)
Helsinki 1952: Bronze, Star
- Jorge Fonseca – Judo (0-0-1)
Tokio 2020: Bronze, Halbschwergewicht, Männer
- António Leitão – Leichtathletik (0-0-1)
Los Angeles 1984: Bronze, 5000 m, Männer
- Iúri Leitão – Radsport (1-1-0)
Paris 2024: Gold, Männer, Madison (mit Rui Oliveira)
Paris 2024: Silber, Omnium, Männer
- Carlos Lopes – Leichtathletik (1-1-0)
Montréal 1976: Silber, 10.000 m, Männer
Los Angeles 1984: Gold, Marathon, Männer
- Patrícia Mamona – Leichtathletik (0-1-0)
Tokio 2020: Silber, Dreisprung, Frauen
- Armando Marques – Schießen (0-1-0)
Montréal 1976: Silber, Trap, Männer
- Telma Monteiro – Judo (0-0-1)
Rio de Janeiro 2016: Bronze, Leichtgewicht, Frauen
- Rosa Mota – Leichtathletik (1-0-1)
Los Angeles 1984: Bronze, Marathon, Frauen
Seoul 1988: Gold, Marathon, Frauen
- José Mouzinho de Albuquerque – Reiten (0-0-1)
Paris 1924: Bronze, Jagdspringen Mannschaft
- Francis Obikwelu – Leichtathletik (0-1-0)
Athen 2004: Silber, 100 m, Männer
- Rui Oliveira – Radsport (1-0-0)
Paris 2024: Gold, Männer, Madison (mit Iúri Leitão)
- Fernando Paes – Reiten (0-0-1)
London 1948: Bronze, Dressur Mannschaft
- Frederico Paredes – Fechten (0-0-1)
Amsterdam 1928: Bronze, Degen Mannschaft, Männer
- Sérgio Paulinho – Radsport (0-1-0)
Athen 2004: Silber, Straßenrennen, Männer
- Pedro Pablo Pichardo – Leichtathletik (1-1-0)
Tokio 2020: Gold, Dreisprung, Männer
Paris 2024: Silber, Dreisprung, Männer
- Fernando Pimenta – Kanu (0-1-1)
London 2012: Silber, Zweierkajak 1000 m, Männer
Tokio 2020: Bronze, Einerkajak 1000 m, Männer
- Mário Quina – Segeln (0-1-0)
Rom 1960: Silber, Star
- José Manuel Quina – Segeln (0-1-0)
Rom 1960: Silber, Star
- Fernanda Ribeiro – Leichtathletik (1-0-1)
Atlanta 1996: Gold, 10.000 m, Frauen
Sydney 2000: Bronze, 10.000 m, Frauen
- Hugo Rocha – Segeln (0-0-1)
Atlanta 1996: Bronze, 470er-Klasse, Männer
- Patrícia Sampaio – Judo (0-0-1)
Paris 2024: Bronze, Klasse bis 78 kg, Frauen
- João Sassetti – Fechten (0-0-1)
Amsterdam 1928: Bronze, Degen Mannschaft, Männer
- Emanuel Silva – Kanu (0-1-0)
London 2012: Silber, Zweierkajak 1000 m, Männer
- Luís Silva – Reiten (0-0-2)
Berlin 1936: Bronze, Jagdspringen Mannschaft
London 1948: Bronze, Dressur Mannschaft
- Rui Silva – Leichtathletik (0-0-1)
Athen 2004: Bronze, 1500 m, Männer
- Francisco Valadas – Reiten (0-0-1)
London 1948: Bronze, Dressur Mannschaft